# Nightlife (álbum)
Nightlife é o sétimo álbum de estúdio da banda Pet Shop Boys, lançado a 11 de Outubro de 1999.
O disco atingiu o nº 84 da Billboard 200 e o nº 13 do Top Internet Albums.

## Faixas
1. "For Your Own Good" – 5:12
2. "Closer to Heaven" – 4:07
3. "I Don't Know What You Want But I Can't Give It Any More" – 5:09
4. "Happiness Is an Option" – 3:48
5. "You Only Tell Me You Love Me When You're Drunk" – 3:12
6. "Vampires" – 4:43
7. "Radiophonic" – 3:32
8. "The Only One" – 4:21
9. "Boy Strange" – 5:10
10. "In Denial" (com. Kylie Minogue) – 3:20
11. "New York City Boy" – 5:16
12. "Footsteps" – 4:24

## Créditos
- Chris Lowe
- Neil Tennant